# Серуліан (Кентуккі)
Серуліан (англ. Cerulean) — переписна місцевість (CDP) в США, в окрузі Тріґґ штату Кентуккі. Населення — 303 особи (2020).

## Географія
Серуліан розташований за координатами 36°57′5″ пн. ш. 87°42′52″ зх. д. / 36.95139° пн. ш. 87.71444° зх. д. (36.951348, -87.714494).  За даними Бюро перепису населення США в 2010 році переписна місцевість мала площу 6,64 км², з яких 6,61 км² — суходіл та 0,03 км² — водойми.

## Демографія
Згідно з переписом 2010 року, у переписній місцевості мешкало 314 осіб у 118 домогосподарствах у складі 89 родин. Густота населення становила 47 осіб/км².  Було 149 помешкань (22/км²).
Расовий склад населення:
| - 58,6 % — білих - 35,7 % — чорних або афроамериканців - 0,3 % — вихідців з тихоокеанських островів |

До двох чи більше рас належало 5,4 %. Частка іспаномовних становила 1,6 % від усіх жителів.
За віковим діапазоном населення розподілялося таким чином: 24,8 % — особи молодші 18 років, 60,2 % — особи у віці 18—64 років, 15,0 % — особи у віці 65 років та старші. Медіана віку мешканця становила 41,8 року. На 100 осіб жіночої статі у переписній місцевості припадало 101,3 чоловіків;  на 100 жінок у віці від 18 років та старших — 95,0 чоловіків також старших 18 років.
Середній дохід на одне домашнє господарство  становив 57 174 долари США (медіана — 31 571), а середній дохід на одну сім'ю — 37 363 долари (медіана — 31 464). 
Цивільне працевлаштоване населення становило 122 особи. Основні галузі зайнятості: публічна адміністрація — 49,2 %, освіта, охорона здоров'я та соціальна допомога — 22,1 %, мистецтво, розваги та відпочинок — 7,4 %, оптова торгівля — 6,6 %.